# Corydoras davidsandsi
Corydoras davidsandsi, kirysek żółto-czarny (piaskowy) – słodkowodna ryba sumokształtna rodziny kiryskowatych (Callichthyidae). Nazwa nadana na cześć Davida Sandsa, angielskiego akwarysty znanego z publikacji książki "Catfishes of the world".

## Występowanie
Te niewielkie sumiki zamieszkują obszary wód białych rzeki Rio Negro znajdującej się na terenie Brazylii. Najliczniej występują jednak w lewym dopływie Rio negro – Rio Unini.

## Naturalne Środowisko
Tzw. "białe wody", które zamieszkują kirysy w rzeczywistości są mętnoszare, żółtawe lub brązowe i odznaczają się wyjątkowo małą przejrzystością. Osady powodujące efekt mętnej wody są błogosławieństwem dla zamieszkujących je organizmów. Osady te stanowią pożywkę dla planktonu będącego podstawowym pokarmem  wielu gatunków ryb. Czyni je to zarazem najbardziej obfitującym w pokarm środowiskiem wodnym kontynentu południowoamerykańskiego. Ich odczyn waha się w granicach lekko kwaśnego do obojętnego najczęściej oscyluje w granicach pH 6,5-7,0. Twardość wody utrzymuje się z kolei na poziomie 2-3°dGH. Strefa przydenna będąca miejscem bytowania kirysków jest piaszczysta i z reguły pokrywa je naniesiona gruba warstwa mułu powstała z obumarłej materii organicznej tworzącej detrytus. W czasie pory deszczowej podnosi się nawet o kilkanaście metrów zalewając przy tym okoliczne lasy. Ze względu na niską przejrzystość w akwenach nie występują rośliny wodne. Spotykamy tam jednak mnóstwo roślin pływających takich jak pistia rozetowa oraz haicynt wodny tworzące gęsty kożuch na tafli wody. Obfitość środowiska w plankton i larwy owadów sprawia, że region ten stał się domem dla ponad 1300 gatunków ryb. Wśród typowych mieszkańców można wymienić wiele kąsaczowatych, większość zbrojników oraz wiele kirysków. Z większych ryb spotkać można liczne gatunki piranii, pielęgnice (ziemiojady, akary, pawiookie), okazałe sumy oraz słynne arapaimy. Występują tam również duże drapieżne gady oraz słodkowodne delfiny.

## Wygląd zewnętrzny
Ciało ryby jest piaskowożółte z dwoma czarnymi pręgami. Pierwsza pionowa, szersza w górnej części obejmuje oko oraz część pyska ryby. Druga z kolei biegnie skośnie wzdłuż grzbietu aż do dolnego płata płetwy ogonowej.

## Budowa ciała
Najbardziej charakterystycznym elementem morfologicznym ryb z rodzaju Corydoras jest posiadanie ciała pokrytego rzędami zachodzących na siebie dachówkowo płytek kostnych. To dzięki nim zawdzięczają polską nazwę "kirys", która w I-III wieku określała zbroję płytową mająca za zadanie ochronę klatki piersiowej. Kirysy podobnie jak pozostali przedstawiciele Siluriformes pozbawione są łusek, które na drodze ewolucji zostały zastąpione wcześniej wspomnianymi płytkami kostnymi tworzącymi rodzaj pancerza. Otwór gębowy Corydoras davidsandsi zakończony jest dwoma parami wąsów mogących osiągać długość ok. 1 cm. Wartym uwagi elementem budowy są płetwy piersiowe przekształcone w ostre kolce mające funkcję obronną. W warunkach domowych (akwarium) zalecane zatem jest odławianie tych ryb przy pomocy naczynia – zastąpi ono siatkę w, którą ryby mogą zahaczyć kolce powodując przy tym ich naruszenie.

## Dymorfizm płciowy
Samica jest większa oraz bardziej masywnie zbudowana w porównaniu do samca.

## Rozmnażanie
Rozmnażanie przebiega bardzo podobnie jak u innych gatunków kirysków. Impulsem do tarła jest podmiana wody w zbiorniku na  świeżą i nieco chłodniejszą (cykl ten ma zadanie imitować nadejście pory deszczowej, która jest okresem rozrodu kirysów). Tarło odbywa się podobnie jak u innych kirysków w stosunku 1+2 (samica plus dwa samce). Samica rozrzuca ikrę pośród roślin oraz elementów dekoracji. Ikra jest bardzo wrażliwa na pleśnienie. Po 3–4 dniach od wyklucia młode zaczynają zerować. Najlepszym pokarmem dla narybku są nicienie lub drobno posiekane larwy owadów.

## Charakterystyka
Gatunek łagodny, spokojny i towarzyski. Są to ryby ławicowe a więc należy pielęgnować je w grupie około 20 osobników.

## Warunki hodowlane
Zbiornik powinien być niski (optymalny poziom wody to około 25 cm), oraz niezbyt jasno oświetlony. Wskazany jest dość silny ruch wody. Na dnie zbiornika powinien znaleźć się gruby miękki piasek niezbędny w przypadku akwarium urządzanego pod kirysy. Jako elementy dekoracji sprawdzą się nieduże płaskie kamienie o okrągłych krawędziach, korzenie, lignity, kawałki drewna, spreparowane łupiny orzechów kokosowych. Dno zbiornika powinna pokrywać warstwa wcześniej wysuszonych liści (mogą pochodzić z orzecha włoskiego, magnolii, dębu, olchy czarnej lub buku) dających rybom poczucie bezpieczeństwa. Polecane są również rośliny pływające oraz gatunki szerokolistne takie jak Echinodorusy, zwartki lub anubiasy. Temperatura wody w akwarium powinna wahać się w granicach 20–25 °C.

## Pokarm
Kiryski piaskowe bardzo chętnie przyjmują pokarmy suche, żywe i mrożone. podstawowym elementem diety powinny być larwy muchówek (szklarka, komar). Spośród pokarmów suchych nadają się granulaty i tabletki opadające na dno. W akwarium, w którym występują również inne ryby należy zadbać aby pokarm nie był wyjadany przez inne ryby. W nie wielkim stopniu korzystnie wpływa również dodatek pokarmu roślinnego.